# 「外来語」言い換え提案
「外来語」言い換え提案（「がいらいご」いいかえていあん）とは、「分かりにくい『外来語』について、言葉遣いを工夫し提案することを目的」に国立国語研究所が設立した、「外来語」委員会が提案した言い換え語の一覧表である。
2003年（平成15年）4月から2006年（平成18年）3月までの期間中、4回に分けて発表された。

## 経緯
近年、カタカナ語が急速に増えたことにより、文字や言葉から意味が連想しにくいといった「わかりにくい」という批判はかねてから存在していた。そこで分かりにくい『外来語』について、言葉遣いを工夫し提案することを目的におこなわれたのが国立国語研究所による「外来語」言い換え提案である。外来語そのものについての意識調査によると、3087人の調査対象者の内、81.2%が外来語を使う機会が多いと感じ、17.2%が感じないと答えた。さらに、今以上に外来語が増えることについての意識を聞いたところ37.1%が好ましい、55.3%が好ましくないと答えた。外来語を使うことの良い点と悪い点について聞いたところ良い点では、話が通じやすく便利であると答えた者が29.5%で最も多く、10代20代、学生など若い年齢層に特に多かった。新しさを感じさせることができるが28.2%でその次に多かった。悪い点では、相手によって話が通じなくなると答えた者が全体の46.7%に達し最も多く、幅広い年齢層や職業にその傾向がみられ、20代から50代までや自由業に特に顕著だった。誤解や意味の取り違えがおこるが37.2%でその次に多かった。「外来語言い換え提案」の必要性について聞いたところ61.3%が必要だと思う、11.5%が必要ないと思う、27.2%がどちらともいえないと答えた。

## 事例
一例を挙げれば、「アーカイブ」のかわりに「保存記録」や「記録保存館」が言い換え語として提案されている。第1回提案は2003年4月25日になされ、現在、（2006年）第4回までの提案書が公開され、それらはインターネット上で見ることができる（外部リンク参照）ほか、書籍の形で出版されている。
なお、第4回の提案最終報告の発表後、ITをはじめとしたメカトロニクス、政治・行政、医療・福祉、衣食住をはじめとした日常生活にいたるまで主なジャンル別にこれまで4回にわたる提案のほかに言い換えが望ましい外来語、まだ取り上げられていない言葉で特に理解度の低い「マネーロンダリング（資金洗浄）」、「ホールディングス（持株会社）」などに加え、難解な漢語（特に改ざん〔改竄〕、ねつ造〔捏造〕、ら致〔拉致〕などまぜ書きが一般的になされる言葉）、「斡旋→あっせん」など仮名書きが定着した語）や日常的にほとんど使われることのなくなった、または別な言葉で言い換えが可能な和語（綯い混ぜ、かまびすしい）などを見直し、さらに「わかりやすい日本語」を模索するとした。
カタカナ語の理解度ワースト20（文化庁・国語世論調査、2002年実施）
1. インキュベーション
2. エンフォースメント
3. コンソーシアム
4. タスクフォース
5. メセナ
6. エンパワーメント
7. トレーサビリティ
8. リテラシー
9. ガバナンス
10. バックオフィス
11. デジタルアーカイブ
12. ジェンダー
13. スキーム
14. インセンティブ
15. モラルハザード
16. モラトリアム
17. サマリー
18. ノーマライゼーション
19. スケールメリット
20. キャッチアップ

## 反対意見
国語学者の山口仲美は、「言い換え案のほとんどは漢語であり、ただでさえ多い漢語をふたたび増やし、同音異義語の問題を大きくしてしまう」と主張している。和製漢語は中国文化が浸透していた時代にあっていた方法なのであって、現在の日本はアメリカ文化が浸透しているのだから、片仮名の外来語のままにしておいて意味の定着を待つべきではないかと主張している。